# Maníny
Maniny jsou geomorfologickou částí Manínské vrchoviny. Zabírají masiv Velkého a Malého Manína rozdělených hlubokou Manínskou tiesňavou .

## Polohopis
Nacházejí se asi 3 km severovýchodně od Považské Bystrice, východně od údolí Váhu. Území zabírá západní okraj Manínské vrchoviny, která je podcelkem Súľovských vrchů. Východním a severním směrem pokračuje Manínska vrchovina, západně a jižně od Manínů se vymezuje Považské podolie s podcelkem Podmanínska pahorkatina. 

## Turismus
Poloha území v blízkosti města Považská Bystrica, atraktivní národní přírodní rezervace Manínská tiesňava a nedaleká přírodní rezervace Kostolecká tiesňava lákají do této části Súľovských vrchů celoročně množství turistů. Vrchol Velkého Manína (891  m n. m.) poskytuje daleké výhledy na okolní pohoří i do údolí Váhu.

### Turistické trasy
- po  červené trase z Považské Teplé přes Manínskou tiesňavu do Vrchteplej
- po  žluté trase z Považské Bystrice traverzou Velkého Manína do Manínské tiesňavy[2]